# Friol
Friol es una villa, una parroquia y un municipio español de la provincia de Lugo, Galicia. Limita al norte con Guitiriz y Begonte; al sur con Palas de Rey y Guntín; al este con Lugo y Otero de Rey y al oeste con la provincia de La Coruña. Tiene una superficie de 295 km².

## Símbolos
El escudo heráldico que representa al municipio fue aprobado en 1977 con el siguiente blasón:

«Escudo cortado. Primero, de azur, la torre de plata, mazonada de sable; segundo, de plata, hombre mozo, vestido, apuñalando a una sierpe de sinople. Al timbre, corona real.»
Boletín Oficial del Estado nº 127 de 28 de mayo de 1977

## Historia
En Friol quedan aun vestigios megalíticos y castreños, los más antiguos que conserva este municipio. Esta tierra fue también ocupada por romanos y visigodos.
En la Edad Media las familias Ulloa, Parga y Seixas se repartieron el poder en este término. Buena muestra de ello son las edificaciones, torres y castillos, que pueblan el territorio: La Torre de Friol, la Fortaleza de San Paio de Narla, torre de Miraz, Pazo de Remesil y de Trasmonte.
La edificación más conocida de Friol es la fortaleza de San Paio de Narla, de origen desconocido y reconstruida en el siglo XVI por don Vasco de Seixas, señor de la Casa Solar y Castro de Seixas y del Pazo de San Paio de Narla; hijo de Don Vasco de Seixas "el viejo" y de María Álvarez de Sotomayor y nieto de Don Vasco de Seixas, quien ya en el siglo XIV era señor de San Paio, Osera, Chantada, Ferreira, Samos, Sobrado y Eiré. Participó en la lucha dinástica de los Trastámara en favor de Don Enrique. En aquella época quedó repartido el espacio señorial lucense entre apenas cinco familias: los Vázquez de Seixas, Ulloa, Lemos, Saavedra y Pardo.
En Friol existen muchas leyendas populares relacionadas con la fortaleza de San Paio de Narla y sus propietarios los Vázquez de Seixas. A este mismo linaje perteneció también el Pazo do Monte, situado en esta misma localidad.

## Geografía humana

### Organización territorial
El municipio está formado por trescientos cuarenta y cuatro entidades de población distribuidas en treinta y dos parroquias:
- Agregación (San Cipriano)[7]
- Anafreita (San Pedro)
- Angeriz[7]
- Bra (San Martiño)
- Carballo (San Xulián)[6][8]
- Carlín (Santa María)
- Condes (San Martiño)[6]
- Cotá (San Martín)[6]
- Devesa (Santa Eulalia)[6]
- Friol (San Xulián)[6][8]
- Guimarey[7]
- Guldriz (Santiago)
- Lamas (Santa María)
- Lea (San Xurxo)
- Madelos (Santa Eulalia)[6][8]
- Miraz (Santiago)
- Narla (San Pedro)
- Nodar (San Mamede)
- Ousá (San Xulián)[6][8]
- Pacios[7] (Santa María)[6]
- Prado (San Martiño)
- Ramelle (Santa María)
- Rocha (San Cosme)[6][8]
- Roimil (San Xulián)[6][8]
- Seixón (San Pelaxio)[6]
- Seoane (San Xoán)
- Serén (Santa Cruz)
- Silvela (Santa María)
- Trasmonte (Santiago)
- Villafiz[7]
- Villalvite[7] (San Pedro)[6]
- Xiá (Santa María)

### Demografía
Cuenta con una población de 3598 habitantes (INE 2024).
| Gráfica de evolución demográfica de Friol entre 1842 y 2021                                                           |
| |
| Población de derecho según los censos de población del INE. Población de hecho según los censos de población del INE. |

#### Parroquia y villa
| Gráfica de evolución demográfica de Friol entre 2000 y 2019 |
|                                                             |
| Datos según el nomenclátor publicado por el INE.            |

## Cultura

### Gastronomía
Dentro de la provincia de Lugo, en el municipio de Friol se puede disfrutar de sus platos típicos como el pulpo á feira, el caldo gallego, la empanada, las truchas,... En carnaval es típico el cocido con chorizo, pezuña, morro, oreja, rabo y otros derivados del cerdo. Entre la repostería destacan las filloas (hechas con sangre de cerdo), los freixós y las orellas(todas comidas típicas en carnaval, y todas ellas hechas a modo de postre).
En el ámbito gastronómico destaca la " Feria do queixo e pan de Ousá" que se celebra anualmente y en la que se pueden degustar y adquirir quesos artesanales realizados por campesinos al estilo más tradicional.

## Deportes
El equipo deportivo más importante de Friol es el Club Peluquería Mixta, que milita en la Primera Nacional de Fútbol Femenino, la segunda división a nivel nacional. Este club contó en el pasado con destacados equipos, a nivel autonómico, de fútbol sala femenino (Concello de Friol FS) y en la actualidad el equipo de fútbol sala masculino (Servicios Iglesias Friol) compite en la Liga Provincial.